# نیکولاس آردیتو بارلتا والارینو
نیکولاس آردیتو بارلتا والارینو (انگلیسی: Nicolás Ardito Barletta Vallarino؛ زادهٔ ۲۱ اوت ۱۹۳۸) سیاستمدار و اقتصاددان اهل پاناما است. وی از ۱۱ اکتبر ۱۹۸۴ تا ۲۸ سپتامبر ۱۹۸۵ رئیس‌جمهور پاناما بود.